# Antonio Rosati
Antonio Rosati (Tivoli, 26 giugno 1983) è un allenatore di calcio ed ex calciatore italiano, di ruolo portiere, preparatore dei portieri del Bologna.

## Carriera

### Club

#### L'esordio alla Lodigiani e il passaggio al Lecce
Inizia nella Lodigiani, anche se non scende in campo nel campionato di C2 2001-2002. Nel novembre 2001 passa al Lecce.
Nel 2002-2003 vince lo scudetto primavera con il Lecce, ripetendosi nel 2003-2004. Nella stagione 2004-2005 continua a militare nella primavera dei giallorossi e colleziona una presenza in prima squadra il 13 febbraio 2005 in Lecce-Chievo 3-0 (debutto in Serie A).
Nella stagione 2005-2006 si trasferisce in prestito alla Sambenedettese, con cui disputa 8 partite in Serie C1 prima di tornare al Lecce e scendere in campo in Messina-Lecce 2-1. Nella seconda parte dell'annata seguente diventa il portiere titolare del Lecce. Ricoprirà lo stesso ruolo per la prima parte delle stagioni 2006-2007 e 2007-2008, mentre nel 2008-2009, in Serie A, gioca solo quattro partite.
Nella stagione 2009-2010, di nuovo in Serie B, complice anche la cessione di Francesco Benussi diventa definitivamente titolare, confermandosi anche nella stagione successiva in massima serie nella quale disputa tutte le 38 partite del torneo.

#### Il trasferimento al Napoli
Il 30 giugno 2011 viene acquistato a titolo definitivo dal Napoli come secondo di Morgan De Sanctis.
Esordisce in partite ufficiali con la maglia del Napoli il 12 gennaio 2012 nell'ottavo di finale di Coppa Italia Napoli-Cesena (2-1), e gioca l'unica partita in campionato il 17 febbraio 2012 contro la Fiorentina (3-0 per gli azzurri a Firenze).
Il 20 settembre 2012 fa il suo esordio nelle coppe europee nella gara di Europa League contro gli svedesi dell'AIK, vinta dai partenopei 4-0. Disputa tutte le sei partite della fase a gironi, oltre ad altre quattro presenze in campionato.

#### I prestiti a Sassuolo e Fiorentina
Il 10 luglio 2013 passa in prestito al Sassuolo, neo-promosso in Serie A. Esordisce con la maglia neroverde il 17 agosto seguente nella partita di Coppa Italia Novara-Sassuolo (1-3 dts). È titolare nelle prime due gare di campionato, poi gli viene preferito Gianluca Pegolo.
Il 16 gennaio 2014 lascia i neroverdi e si trasferisce, sempre in prestito, alla Fiorentina, con cui debutta il 27 febbraio seguente nella gara di Europa League contro i danesi dell'Esbjerg, mentre l'esordio in campionato ha luogo il 6 maggio proprio nella sconfitta interna (3-4) contro il Sassuolo. Poi ritorna al Napoli per fine prestito.

#### I ritorni a Napoli e Firenze, l'approdo al Perugia
Per la stagione 2014-2015 inizia da quarto portiere del Napoli, non collezionando alcuna presenza. Il 16 gennaio 2015 viene quindi ufficializzato il suo ritorno alla Fiorentina a titolo definitivo. L'estate seguente, il 16 luglio il portiere viene acquistato a titolo definitivo dal Perugia.

#### Ultimi anni
Il 12 luglio 2018 il giocatore viene tesserato dal Torino. Il 2 agosto 2020 esordisce con la maglia granata nel match pareggiato contro il Bologna per 1-1.
Il 1º febbraio 2021 torna, per la terza volta, alla Fiorentina. Nonostante sia il terzo portiere, il 15 dicembre 2021 torna a giocare una gara con i viola nel successo per 2-1 contro il Benevento in Coppa Italia. Il 14 agosto 2022, dopo la prima giornata di Serie A, annuncia il suo ritiro dal calcio giocato.

### Allenatore dei Portieri

#### Fiorentina
Dal 2022 al 2024 è stato il preparatore dei portieri della prima squadra e delle altre squadre della Fiorentina.

#### Bologna
Nel 2024 segue Vincenzo Italiano al Bologna, andando a svolgere il ruolo ricoperto nella precedente esperienza.

## Calcioscommesse
Il 10 luglio 2013 viene deferito dal procuratore federale Stefano Palazzi per illecito sportivo in riguardo al quarto filone dell'inchiesta di Cremona in relazione alla partita Lecce-Lazio del 22 maggio 2011.
Il 24 luglio Palazzi chiede per Rosati una squalifica di 3 anni e 6 mesi ma il 2 agosto viene assolto in primo grado e, successivamente, anche in secondo grado il 17 agosto.
Il 13 agosto 2015 il procuratore federale Stefano Palazzi firma una sorta di deferimento bis per alcuni degli incolpati per le due partite Lazio-Genoa del 14 maggio 2011 e Lecce-Lazio del 22 maggio dello stesso anno secondo un "ricorso per revocazione" in base all'articolo 39 del Codice di Giustizia Sportiva che consente di tornare su situazioni già giudicate in presenza di elementi nuovi e cioè in questo caso l'interrogatorio di Ilievsky del 27 aprile 2015; per Rosati chiede 3 anni e 6 mesi di squalifica. Il 30 settembre seguente la Corte Federale d'Appello della FIGC giudica però inammissibile il ricorso di Palazzi e conferma le sanzioni irrogate dalla Corte di Giustizia Federale il 17 agosto 2013.

## Statistiche

### Presenze e reti nei club
Statistiche aggiornate al 14 agosto 2022.
| Stagione          | Squadra           | Campionato        | Campionato | Campionato | Coppe nazionali | Coppe nazionali | Coppe nazionali | Coppe continentali | Coppe continentali | Coppe continentali | Altre coppe | Altre coppe | Altre coppe | Totale | Totale |
| Stagione          | Squadra           | Comp              | Pres       | Reti       | Comp            | Pres            | Reti            | Comp               | Pres               | Reti               | Comp        | Pres        | Reti        | Pres   | Reti   |
| ----------------- | ----------------- | ----------------- | ---------- | ---------- | --------------- | --------------- | --------------- | ------------------ | ------------------ | ------------------ | ----------- | ----------- | ----------- | ------ | ------ |
| 2004-2005         | Lecce             | A                 | 1          | 0          | CI              | 0               | 0               | -                  | -                  | -                  | -           | -           | -           | 1      | 0      |
| 2005-gen. 2006    | Sambenedettese    | C1                | 8          | -9         | CI              | 1               | -4              | -                  | -                  | -                  | -           | -           | -           | 9      | -13    |
| gen.-giu. 2006    | Lecce             | A                 | 1          | -1         | CI              | 0               | 0               | -                  | -                  | -                  | -           | -           | -           | 1      | -1     |
| 2006-2007         | Lecce             | B                 | 11         | -7         | CI              | -               | -               | -                  | -                  | -                  | -           | -           | -           | 11     | -7     |
| 2007-2008         | Lecce             | B                 | 20         | -15        | CI              | 1               | -2              | -                  | -                  | -                  | -           | -           | -           | 21     | -17    |
| 2008-2009         | Lecce             | A                 | 4          | -10        | CI              | 0               | 0               | -                  | -                  | -                  | -           | -           | -           | 4      | -10    |
| 2009-2010         | Lecce             | B                 | 41         | -46        | CI              | 2               | -6              | -                  | -                  | -                  | -           | -           | -           | 43     | -52    |
| 2010-2011         | Lecce             | A                 | 38         | -64        | CI              | 0               | 0               | -                  | -                  | -                  | -           | -           | -           | 38     | -64    |
| Totale Lecce      | Totale Lecce      | Totale Lecce      | 116        | -143       |                 | 3               | -8              |                    | -                  | -                  |             | -           | -           | 119    | -151   |
| 2011-2012         | Napoli            | A                 | 1          | 0          | CI              | 1               | -1              | UCL                | 0                  | 0                  | -           | -           | -           | 2      | -1     |
| 2012-2013         | Napoli            | A                 | 4          | -8         | CI              | 0               | 0               | UEL                | 6                  | -12                | SI          | 0           | 0           | 10     | -20    |
| 2013-gen. 2014    | Sassuolo          | A                 | 2          | -6         | CI              | 1               | -1              | -                  | -                  | -                  | -           | -           | -           | 3      | -7     |
| gen.-giu. 2014    | Fiorentina        | A                 | 3          | -6         | CI              | 0               | 0               | UEL                | 1                  | -1                 | -           | -           | -           | 4      | -7     |
| 2014-gen. 2015    | Napoli            | A                 | 0          | 0          | CI              | 0               | 0               | UCL+UEL            | 0                  | 0                  | SI          | 0           | 0           | 0      | 0      |
| Totale Napoli     | Totale Napoli     | Totale Napoli     | 5          | -8         |                 | 1               | -1              |                    | 6                  | -12                |             | -           | -           | 12     | -21    |
| gen.-giu. 2015    | Fiorentina        | A                 | 0          | 0          | CI              | 0               | 0               | UEL                | 0                  | 0                  | -           | -           | -           | 0      | 0      |
| 2015-2016         | Perugia           | B                 | 42         | -40        | CI              | 2               | -3              | -                  | -                  | -                  | -           | -           | -           | 44     | -43    |
| 2016-2017         | Perugia           | B                 | 22         | -22        | CI              | 2               | -1              | -                  | -                  | -                  | -           | -           | -           | 24     | -23    |
| 2017-2018         | Perugia           | B                 | 16         | -24        | CI              | 3               | -9              | -                  | -                  | -                  | -           | -           | -           | 19     | -33    |
| Totale Perugia    | Totale Perugia    | Totale Perugia    | 80         | -86        |                 | 7               | -13             |                    | -                  | -                  |             | -           | -           | 87     | -99    |
| 2018-2019         | Torino            | A                 | 0          | 0          | CI              | 0               | 0               | -                  | -                  | -                  | -           | -           | -           | 0      | 0      |
| 2019-2020         | Torino            | A                 | 1          | -1         | CI              | 0               | 0               | UEL                | 0                  | 0                  | -           | -           | -           | 1      | -1     |
| 2020-gen. 2021    | Torino            | A                 | 0          | 0          | CI              | 0               | 0               | -                  | -                  | -                  | -           | -           | -           | 0      | 0      |
| Totale Torino     | Totale Torino     | Totale Torino     | 1          | -1         |                 | 0               | -0              |                    | 0                  | 0                  | -           | -           | -           | 1      | -1     |
| gen.-giu. 2021    | Fiorentina        | A                 | 0          | 0          | CI              | -               | -               | -                  | -                  | -                  | -           | -           | -           | 0      | 0      |
| 2021-2022         | Fiorentina        | A                 | 0          | 0          | CI              | 1               | -1              | -                  | -                  | -                  | -           | -           | -           | 1      | -1     |
| ago. 2022         | Fiorentina        | A                 | 0          | 0          | CI              | 0               | 0               | -                  | -                  | -                  | -           | -           | -           | 0      | 0      |
| Totale Fiorentina | Totale Fiorentina | Totale Fiorentina | 3          | -6         |                 | 1               | -1              |                    | 1                  | -1                 | -           | -           | -           | 5      | -8     |
| Totale carriera   | Totale carriera   | Totale carriera   | 215        | -259       |                 | 14              | -28             |                    | 7                  | -13                |             | -           | -           | 236    | -300   |

## Palmarès

### Competizioni giovanili
- Campionato Primavera: 2

Lecce: 2002-2003, 2003-2004
- Coppa Italia Primavera: 1

Lecce: 2004-2005
- Supercoppa Primavera: 1

Lecce: 2004

### Competizioni nazionali
- Campionato italiano di Serie B: 1

Lecce: 2009-2010
- Coppa Italia: 1

Napoli: 2011-2012
- Supercoppa italiana: 1

Napoli: 2014